# Epidermis (Wirbeltiere)

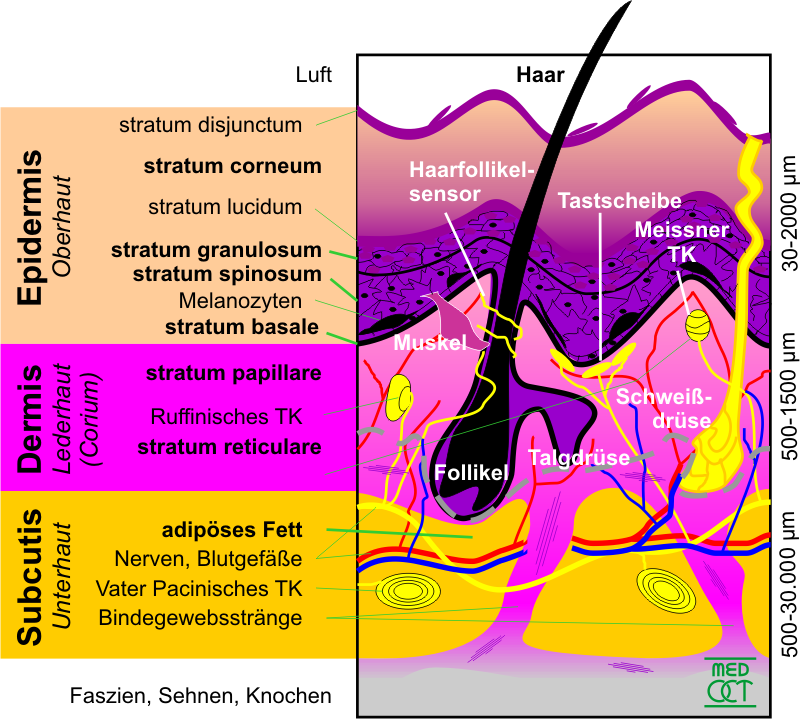
Schichten der Haut

Als Epidermis (griechisch epi „auf“, „darüber“; derma „Haut“) bezeichnet man die Oberhaut bei Wirbeltieren. Sie bildet als äußerste Schicht der Haut die eigentliche Schutzhülle gegenüber der Umwelt.

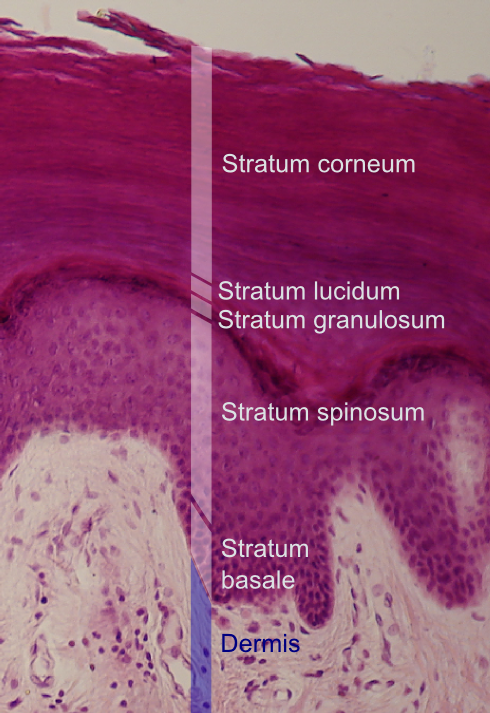
Histologisches Bild der Schichten der Epidermis

Von innen nach außen unterscheidet man fünf Epidermis-Schichten: Basalschicht (Stratum basale), Stachelzellschicht (Stratum spinosum), Körnerschicht (Stratum granulosum), Glanzschicht (Stratum lucidum) und Hornschicht (Stratum corneum).
Die Epidermis besteht zu 90 Prozent aus Keratinozyten, die von Desmosomen zusammengehalten werden. In den äußeren Schichten besteht sie aus verhornten Plattenepithelzellen.

## Stratum basale

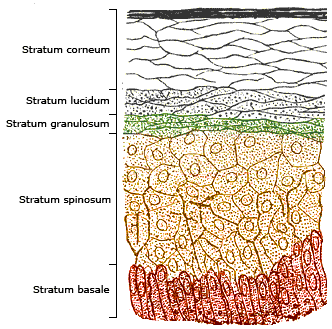
Zellschichten menschlicher Epidermis

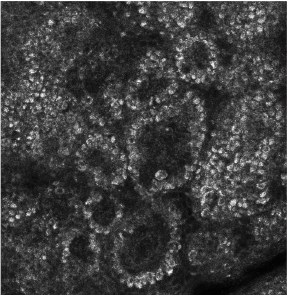
Konfokales Bild der Basalzellschicht mit Papillen im horizontalen Schnitt

Das Stratum basale – die „Basalzellschicht“ – dient als einlagige innerste Zellschicht der Regeneration der Haut; hier findet die Zellteilung statt. Eine Tochterzelle beginnt ihre Wanderung zur Oberfläche, die andere verbleibt und teilt sich erneut. Die Nährstoffversorgung ist hier noch vergleichsweise gut, obwohl die Epidermis selbst keine Blutgefäße enthält. Die Abgrenzung zur darunter liegenden Lederhaut erfolgt wie bei allen Epithelien durch eine Basalmembran, die in der Felderhaut weitgehend flach verläuft, in der Leistenhaut aber stark durch Papillarkörper (Ausbuchtungen der Lederhaut) verformt wird, deren Dichte die Struktur der Hautleisten vorgibt. Die Basalzellen sind mit verzweigten Zellausläufern („Wurzelfüßchen“) in der Basalmembran verankert. Die Wurzelfüßchen enthalten Tonofilamente, welche in die Hemidesmosomen einstrahlen. Von der Lederhaut ziehen senkrecht Kollagenfasern vom Typ III in Richtung Epidermis und befestigen sich als „Ankerfasern“ an der Basalmembran. Diese beiden Komponenten bilden die dermoepidermale Verbindung, befestigen also die Epidermis an der Dermis.
Innerhalb der Basalzellschicht liegen spezielle Sinneszellen für Berührungsreize, die Merkel-Zellen. Zudem liegen hier Melanozyten, die pigmentbildenden Zellen.

## Stratum spinosum

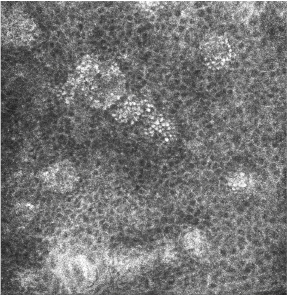
Konfokales Bild der Stachelzellschicht mit einigen durchscheinenden Basalzellhaufen im horizontalen Schnitt

In dem auch als „Stachelzellschicht“ bezeichneten Stratum spinosum sind die Zellen durch Zytoplasmaausläufer mit Desmosomen verbunden. Hier beginnt bereits der als Keratinisierung bezeichnete, schrittweise Verhornungsprozess. Da die Zellen bei einer histologischen Verarbeitung schrumpfen, haben sie im Präparat ein stacheliges Aussehen. Im Stratum spinosum befinden sich zudem Abwehrzellen des lymphatischen Systems, die als Langerhans-Zellen bezeichnet werden.
Stratum basale und Stratum spinosum werden zusammengefasst als Stratum germinativum (synonym: Keimschicht, Regenerationsschicht) bezeichnet.

## Stratum granulosum

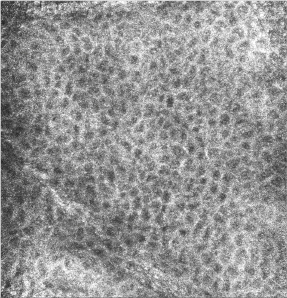
Konfokales Bild der Körnerzellschicht im horizontalen Schnitt

Mit fortschreitender Verhornung beginnt in dieser „Körnerzellschicht“ bereits der Abbau der Zellen, sie wandeln sich allmählich in leblose Korneozyten um. Die äußere Form plattet sich allmählich ab und das Zellinnere wird mehr und mehr von Keratingranula dominiert. Der Zellkern ist nicht so gut abgrenzbar wie im Stratum spinosum.

## Stratum lucidum
Das auch als „Glanzschicht“ benannte Stratum lucidum ist eine unter dem Mikroskop sehr einheitlich aussehende Zellschicht, die ausgeprägt nur an der Leistenhaut der Hände und Füße vorkommt. Sie hat die Aufgabe, eine Barriere gegen alle Formen von Eindringlingen in die Haut darzustellen. Sie besteht zum Großteil aus einer öligen Schicht mit geringeren Brechungsunterschieden (daher erscheint sie transparent). Hier verflüssigen sich Keratohyalingranula zu einer halbflüssigen, fett- und eiweißreichen, azidophilen Substanz, dem Eleidin. In der Felderhaut ist das Stratum lucidum kaum ausgebildet und daher nur als dünner, andersfarbiger Zellstreifen unter dem beinahe unstrukturierten Stratum corneum zu erkennen. Es bildet hier die Übergangsschicht zur stark inhomogenen Körnerzellschicht.

## Stratum corneum

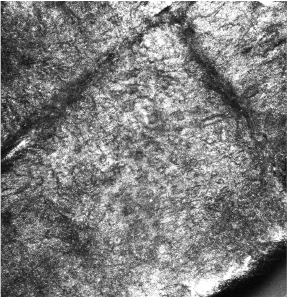
Konfokale Bilder des Stratum corneum im horizontalen Schnitt

Optische Kohärenztomografie der Fingerspitze (Leistenhaut). Gut sichtbares Stratum corneum. Obere sichtbare Grenzschicht: Stratum disjunctum, untere: Stratum lucidum (hier dunkel)

Der Übergang in das Stratum corneum, die äußerste Schicht der Epidermis, erfolgt abrupt. Die nun vollständig verhornten Korneozyten bilden jetzt als „Hornzellen“ die „Hornzellschicht“, die je nach Region zwischen 12 und 200 Zellschichten dick sein kann. Die Zellen dieser Epidermisschicht sind abgestorben und enthalten keine Zellorganellen mehr. Fette zwischen den Zellen bilden gemeinsam mit den Hornzellen eine wasserabweisende Schutzschicht. Darüber hinaus können sich besondere, artabhängige Strukturen wie Krallen, Nägel, Hufe, Hörner, Hornscheiden, Federn und Haare (letztere beiden nur bei Gleichwarmen), aber auch Hornschwielen und Papillarmuster bilden.

### Stratum disjunctum
Das Stratum disjunctum ist die oberste Schicht der Hornhaut; sie weist durch Lufteinlagerungen einen anderen Kontrast als das darunterliegende Material auf. Hier lösen sich die Hornzellen voneinander, indem sich die Kontakte zwischen den Zellen auflösen. Normalerweise erfolgt dieser Prozess unsichtbar für das menschliche Auge. Bei gestörter Koordination der Abschilferung lösen sich die Korneozyten in größeren Verbänden. Aggregationen ab 500 Zellen sind mit bloßem Auge sichtbare Hautschuppen.